# Јан Хус
Јан Хус (чеш. Jan Hus; око 1369 — 6. јул 1415) је био чешки проповедник, филозоф, мислилац и идеолог чешке реформације. Био је ректор Карловог универзитета у Прагу. Његови следбеници су звани хусити. Римокатоличка црква је његово учење сматрала јеретичким, па је Хус 1411. екскомунициран. На концилу у Констанцу је осуђен, па је у Констанцу спаљен на ломачи 6. јула 1415. године.
Хус је био претходник протестантског покрета. Он је национални херој Чешке, а 6. јул је државни празник Чешке.

## Папска шизма
Универзитет у Прагу је око 1408. био растрзан папском шизмом, током које су двојица папа полагали право да буду папе. То су били папа Гргур XII и авињоски папа Бенедикт XIII.
Краљ Вацлав IV је сматрао да папа Гргур XII може спречити његов евентуални избор за цара Светог римског царства и зато наређује свим свештеницима да буду неутрални према обојици папа. Исто је важило и за универзитет.

## Универзитетски гласови
Карлов универзитет у Прагу је био битан фактор и на њему су Чеси имали само један глас од укупно четири. Краљ Чешке, Вацлав IV, је издао декрет по коме су Чеси добили три гласа, а остале три нације свака по један глас. Због те одлуке немачки професори и студенти напуштају Праг 1409. и одлазе у Лајпциг. Јан Хус је постао први ректор чешког универзитета, а уживао је подршку двора. У међувремену учења Џона Виклифа су се раширила Чешком.

## Окончање шизме
Да би се окончала Западна шизма одржан је концил у Пизи 1408. с циљем да се реши спор двојице папа. Одабрали су новог папу Александра V. Тиме није била окончана шизма него је сад постојао и трећи папа. Хус, његови следбеници и краљ Вацлав су подржали папу Александра V. Надбискуп Прага је под притиском краља пристао да подржи трећег папу.

## Екскомуникација Јана Хуса
Папа Александар V је издао 20. децембра 1409. папску булу, по којој се забрањују све књиге и учење Џона Виклифа. Хус се безуспешно жалио папи захтевајући повлачење те одлуке. Све Виклифове књиге и вредни рукописи били су спаљени, а папа је екскомуницирао Јана Хуса и његове следбенике. У Чешкој су избили немири.
Краљ Чешке је у почетку стао на Хусову страну, а армија Хусових следбеника се повећавала из дана у дан. Хус је наставио са својим учењем, а постајао је све храбрији у својим оптужбама против римокатоличке цркве.

## Осуда опроста грехова и крсташки рат
Антипапа Јован XXIII је постао наследник Александра V. Позвао је у крсташки рат против краља Ладислава Напуљског, заштитника Гргура XII. По црквама се учило да се опраштају грехови онима који учествују у крсташком рату. Развила се и трговина индулгенцијама (опроштајницама грехова).
Јан Хус је по узору на Џона Виклифа говорио против индулгенција. Хус је тврдио да папа или бискуп немају право да узму мач у име цркве. Говорио је да треба да се моле и за своје непријатеље и да људи добијају прави опрост грехова стварним покајањем, а не откупом грехова новцем. Теолози су одговарали Хусу, али безуспешно. Хусови следбеници су спалили папску булу и рекли су да треба слушати Хуса, а не цркву, коју су сматрали поквареном институцијом огрезлом у симонији.

## Одговор
Одрубљене су главе тројици хусита, који су се супротстављали учењу цркве и индулгенције називали преваром. Касније су та тројица сматрана мученицима. Теолошки факултет је тражио од Хуса да представи своје учење и доктрину декану на проверу, што Хус одбија. Теолошки факултет проглашава делове Хусова учења јеретичким. Краљ је забранио те делове, али ни Хус ни Универзитет не слушају.

## Даљи развој
Свештенство Прага се жалило папи, а овај је дао једном кардиналу да немилосрдно удари против Јана Хуса. Хус је стављен под црквену забрану. Требало је да га ухапсе и допреме до надбискупа. Краљ Вацлав је присилио Хуса да напусти Праг.
Краљ је покушао да помири завађене стране, позвао је 1412. племиће у краљевству, па су онда сазвали синод. Хус је захтевао да Чешка има исту слободу у црквеним пословима, као и друге земље и да осуде може да издаје само државна власт.
Доктори са универзитета су захтевали од Хуса да прихвати концепцију цркве, по којој је папа на челу, кардинали су тело цркве и све црквене одлуке се морају слушати.
Хус се томе жестоко супротставио, јер би по томе само папа и кардинали били црква. Хусити су покушали да учине корак према помирењу.
Хусово учење се проширило у Пољску, Мађарску, Хрватску и Аустрију.

## Концил у Констанцу
Сазван је концил у Констанцу 1. новембра 1414, да би се окончала Западна шизма. Краљ Немачке и Угарске Жигмунд Луксембуршки, Вацлавов полубрат и наследник, био је жељан да очисти земљу од сумње у јерес, па је позвао Хуса у Констанцу. Јан Хус је желео да оконча спорове и радо се одазвао позиву.
Жигмунд Луксембуршки је Хусу обећао слободан пролаз, гарантујући му сигурност током пута. Жигмунд му није могао гарантовати сигурност на папском двору, али Хус је мислио да је довољно да је под заштитом краља.

## Хусово хапшење
Кад је стигао у Констанцу Хус је у почетку живео на слободи, али противници су успели да га затворе, тврдећи да намерава да побегне. Најпре је притворен у локалној резиденцији, а 8. децембра 1414. смештен је у затвор доминиканског манастира. Жигмунд Луксембуршки је био разљућен, јер је гарантовао Хусу сигурност. Чак је претио прелатима.
Папа је одредио комитет од 3 бискупа да започну прелиминарну истрагу. Сведоци оптужбе су сведочили, а Хусу је одбијено да има одбрану. Био је затворен 73 дана, лоше храњен, стално у ланцима и мучен болешћу.

## Суђење
Први пут му је суђено 5. јуна 1415. и у ту сврху пребачен је у фрањевачки манастир, где је провео остатак живота. Јан Хус је признао да поштује Џона Виклифа и његово учење. С друге стране негирао је да је бранио забрањени део Виклифовог учења. Он се само супротстављао општој осуди Виклифова учења.
Хус је изјавио да пристаје да се повинује, ако га могу уверити у грешке. Желео је само праведније суђење и више времена да објасни своје виђење. Сматрало се да се он заправо предао и затражили су од њега да призна:
- да је грешио у својим тезама
- да их убудуће неће понављати
- да опозове своје учење, тј да га сматра погрешним
- да да изјаве супротне својим тезама.

Пристао је да повуче тезе, које је скуп сматрао погрешним. Пристао је да их убудуће не користи, али рекао је да их не може сматрати погрешним, јер би то било против његове савести. После суђења 8. јуна покушали су да га наговоре да опозове своје учење.
Жигмунд Луксембуршки је сматрао да би Хусово ослобађање било опасно за земљу. Разматрао је политичке последице.

## Осуда и извршење
Осудили су га 6. јула 1415. на свечаном концилу у катедрали. Гласало се да ли да се осуди на смрт или да живи. Огромна већина је гласала за смртну казну. После литургије Хуса су увели у цркву, где је бискуп држао говор о дужности искорењивања јереси и читао је изводе са суђења. Хус је протестовао и упућује жалбу Христу. Бискуп је осудио Хусово учење, а Хус је опет протестовао и тражио је бога да опрости свим његовим непријатељима.
Обучен је био у свештеничко одело и тражено је да се одрекне свог учења. Јан Хус је одбио. Почело је понижавање скидањем свих свештеничких обележја са њега и проглашавају да га се црква одриче и да га предају световним властима. Стављен је шешир на његову главу са натписом „Јерес“. Одатле је одведен до ломаче.
Ту је клекнуо и гласно се молио. Неки људи су тражили да му буду исповедници, али свештеник је рекао да јеретици не заслужују исповед. Свукли су га и завезали за ступ усред ломаче. Поново је тражено да опозове своје учење. Хус је одбио речима: „Бог ми је сведок да ја никад нисам учио оно за што су ме лажни сведоци оптужили. Са вером у бога с којом сам писао, учио и проповедао умирем данас с радошћу."
Горећи на ломачи још се молио богу. Његов прах је разбацан около по Рајни. Папа Јован Павле II извинио се 18. децембра 1999. за спаљивање Јана Хуса.